# ISO 3166-2:AM
ISO 3166-2:AM은 지리 식별 부호(geocode)를 정의하는 ISO 표준인 ISO 3166-2의 일부이며, 아르메니아에 적용된다. 11개의 행정 구역이 하부 부호를 할당받았다. 하부 코드는 2자리의 영어 대문자로 쓴다. AM은 ISO 3166-1에서 할당된 국가 코드를 사용한다.

## 식별 부호
| 코드  | 행정 구역      |
| ----- | -------------- |
| AM-ER | 예레반         |
| AM-AG | 아라가초튼주   |
| AM-AR | 아라라트주     |
| AM-AV | 아르마비르주   |
| AM-GR | 게가르쿠니크주 |
| AM-KT | 코타이크주     |
| AM-LO | 로리주         |
| AM-SH | 시라크주       |
| AM-SU | 슈니크주       |
| AM-TV | 타부시주       |
| AM-VD | 바요츠조르주   |